# Akeboshi
Akeboshi (明星), né le 1er juillet 1978 à Yokohama, est un chanteur de J-pop.
Il est notamment connu pour le single Wind, thème de clôture des 25 premiers épisodes de la série d'animation adaptée du manga Naruto. La chanson Yellow Moon a été utilisée pour le 13e générique de fermeture de l'animé Naruto.

## Biographie
Akeboshi est né en 1978 à Yokohama. Il commence le piano dès l'âge de trois ans, puis plus tard apprend à jouer de la guitare. Il part ensuite étudier la musique à Liverpool. Le temps qu'il passe en Angleterre va grandement influencer sa musique[réf. nécessaire].

## Discographie

### Mini-albums
Une édition limitée est également sortie le 13 mai 2003. Elle contenait une piste supplémentaire, Not Real.